# Heosemys grandis
Heosemys grandis är en sköldpaddsart som beskrevs av den brittiske zoologen John Edward Gray 1860. Heosemys grandis ingår i släktet Heosemys och familjen Geoemydidae. IUCN kategoriserar arten globalt som sårbar. Inga underarter finns listade i Catalogue of Life.
Arten förekommer på det sydostasiatiska fastlandet och på Malackahalvön.